# 加勒比海無線鰨
加勒比海無線鰨為輻鰭魚綱鰈形目鰨亞目舌鰨科的其中一種，為熱帶海水魚，分布於中西大西洋加勒比海海域，棲息深度10-29公尺，體長可達13公分，棲息在砂泥底質淺水域，以多毛類及甲殼類為食，生活習性不明。

## 扩展阅读
維基物種上的相關：加勒比海無線鰨